# Наука из первых рук
«Наука из первых рук» — научно-популярный иллюстрированный журнал, издаваемый в Новосибирске с 2004 года. Периодичность издания печатной версии — 6 номеров в год. Также существует электронная версия на английском языке, выходящая 3 раза в год.

## Тематика
Тематика журнала охватывает различные научные сферы: медицину, биологию, математику, астрономию, астрофизику, физику, химию, IT-технологии, геологию, историю, этнографию, археологию и т. д.

## Редакция

### Редакционная коллегия
Акад., д.г.-м.н., главный редактор Н. Л. Добрецов, акад., д.х.н., зам. главного редактора В. В. Власов, акад., д.ф.-м.н., зам. главного редактора Г. Н. Кулипанов, зам. главного редактора Л. М. Панфилова, зам. главного редактора И. А. Травина, акад., д.т. н. И. В. Бычков, акад., д.х.н. М. А. Грачёв, акад., д.и.н. А. П. Деревянко, акад., д.ф.-м.н. А. В. Латышев, д.ф.-м.н. Г. В. Майер, акад., д.х.н. В. Н. Пармон, акад., д.г.-м.н. Н. П. Похиленко, чл.-кор., д.ф.-м.н. М. П. Федорук, д.ф.-м.н. В. Д. Шильцев, чл.-кор., д.ф.-м.н. А. Н. Шиплюк, акад., д.т. н. М. И. Эпов

### Редакционный совет
Акад., д.б.н. Н. А. Колчанов, акад., д.г.-м.н. А. Э. Конторович, чл.-кор., д.и.н. А. Л. Кривошапкин, акад., д.г.-м.н. М. И. Кузьмин, чл.-кор., д.г.-м.н. И. Ю. Кулаков, акад., д.и.н. В. И. Молодин, д.б.н. М. П. Мошкин, чл.-кор., д.б.н. С. В. Нетёсов, д.ф.-м.н. А. Р. Оганов, И. О. Орлов, чл.-кор., д.и.н. Н. В. Полосьмак, акад., д.б.н. В. К. Шумный, д.и.н. А. Х. Элерт.

## Учредители
- Сибирское отделение Российской академии наук
- Институт физики полупроводников имени А. В. Ржанова СО РАН
- Институт археологии и этнографии СО РАН
- Лимнологический институт СО РАН
- Институт геологии и минералогии имени В. С. Соболева СО РАН
- Институт химической биологии и фундаментальной медицины СО РАН
- Институт нефтегазовой геологии и геофизики имени А. А. Трофимука СО РАН
- ООО «ИНФОЛИО»